# プラズマ・パラメタ
プラズマ・パラメタとは、荷電粒子系がプラズマであるための条件を与える重要なパラメタ。系はそのプラズマ・パラメタが1より充分大きい時、プラズマとしてふるまう。プラズマの物理的側面の包括的記述はプラズマ物理を参照。

## 定義と意味
イオンと電子とからなる粒子系で、プラズマ・パラメタ {\displaystyle \Lambda } は半径がデバイの長さ {\displaystyle \lambda _{D}} の球の中の電子数として定義される。　
{\displaystyle \Lambda ={\frac {4\pi }{3}}\lambda _{D}^{3}n}
ここで {\displaystyle \lambda _{D}} は電子による遮蔽を考えたデバイの長さ
{\displaystyle \lambda _{D}={\sqrt {\frac {\varepsilon _{0}k_{B}T}{ne^{2}}}}}
であって、{\displaystyle \varepsilon _{0}} は真空の誘電率、n は電子密度、T　は電子温度、{\displaystyle k_{B}} はボルツマン定数である。
{\displaystyle \Lambda } の値はそれが1よりも充分に大きいかどうかだけが問題になるので、細かい数値的違いは問題にならない。そこでプラズマ・パラメタには、「1辺が{\displaystyle \lambda _{D}} の立方体中の電子数」という定義をとる教科書もあり、さらには {\displaystyle \Lambda } の逆数をプラズマ・パラメタの定義とする流儀もあるので、注意を要する。　この最後の場合には、「プラズマ・パラメタ」≪1がプラズマであるための条件となる。
{\displaystyle \Lambda \gg 1} の条件の直感的意味は次の通りである。プラズマの特性は個々の粒子間の衝突よりも多数の粒子の集団的相互作用によってその性質が支配されることにある。もしも{\displaystyle \Lambda \leq 1} だと、時々他の荷電粒子がやってきて、その粒子にクーロン力を及ぼしてまたどこかへ行ってしまうだけで集団行動に至らないが、{\displaystyle \Lambda \gg 1}ならば、一つの粒子は常に多数の粒子と相互作用していてそれらと協同して行動し、例えばデバイ遮蔽などが有効に働いて、プラズマらしくなる。

## Λ≫1{\displaystyle \Lambda \gg 1}と等価な幾つかの条件
{\displaystyle \Lambda } は種々の量を結びつけるパラメタである。そこで 条件 {\displaystyle \Lambda \gg 1} は以下のようにそれと等価な幾つかの異なった形でも表現され、それぞれがプラズマのイメージの形成に寄与している。

### 平均ポテンシャル・エネルギー
{\displaystyle \Lambda \gg 1}　は
「粒子間相互作用の平均ポテンシャル・エネルギーが粒子の運動エネルギーよりずっと小さい」
という条件と等価である。ここで平均ポテンシャル・エネルギーは、隣接粒子間の平均間隔 {\displaystyle a} にある2つの粒子の間のポテンシャル・エネルギー{\displaystyle \phi _{0}} として定める。ただし{\displaystyle a} は粒子系の全体積を全粒子に公平に分配したときの粒子1個分の体積をもつ球の半径と定義され、{\displaystyle (4\pi /3)a^{3}n=1}すなわち
{\displaystyle a=({\frac {3}{4\pi n}})^{1/3}}
であって、これは固体論でウイグナー・サイツ半径と呼ばれている長さである。そして{\displaystyle a} の値はその定義を{\displaystyle \Lambda }の定義と比較するとすぐわかるように、デバイの半径 {\displaystyle \lambda _{D}}　と　{\displaystyle \lambda _{D}/a=\Lambda ^{1/3}} の関係にある。こうして 平均ポテンシャル・エネルギー
{\displaystyle \phi _{0}=e^{2}/(4\pi \varepsilon _{0}a)}
と粒子の熱運動のエネルギー{\displaystyle k_{B}T} との比をつくると
{\displaystyle {\frac {k_{B}T}{\phi _{0}}}=3\Lambda ^{2/3}}
となって、{\displaystyle \Lambda \gg 1}　は　{\displaystyle \phi _{0}\ll k_{B}T}　と等価であることがわかる。それはプラズマが弱結合系であることを意味する。　 

### 有効衝突半径
{\displaystyle \Lambda \gg 1} は条件
「有効衝突半径 {\displaystyle r_{0}} がデバイの長さ{\displaystyle \lambda _{D}}よりずっと小さい」
と等価である。すなわち 粒子は {\displaystyle \lambda _{D}} より充分内側まで近づかないと「衝突」は起こらない。
2つの粒子が接近したとき、熱運動のエネルギーが相互作用のポテンシャル・エネルギーよりもずっと大きいと方向をほとんど変えずに通り過ぎるが、この両者が等しくなるまで近づくと大きく方向を変え、衝突したと見なせる。したがって、有効衝突半径 {\displaystyle r_{0}} を {\displaystyle e^{2}/(4\pi \varepsilon _{0}r_{0})=k_{B}T}で定める。すると
{\displaystyle r_{0}={\frac {e^{2}}{4\pi \varepsilon _{0}k_{B}T}}={\frac {1}{4\pi n\lambda _{D}^{2}}}}
となり、そのデバイの長さとの比は
{\displaystyle {\frac {\lambda _{D}}{r_{0}}}=3\Lambda }
となって、{\displaystyle \Lambda \gg 1} が {\displaystyle r_{0}\ll \lambda _{D}} と等価であることが分かる。

### 衝突頻度
{\displaystyle \Lambda \gg 1} は条件
「粒子の衝突頻度 {\displaystyle \nu _{c}} がプラズマ振動数 {\displaystyle \omega _{p}} よりも充分小さい」
と等価である。すなわちこの時、プラズマ中の電子を主体とする現象では粒子間の衝突は無視でき、プラズマは無衝突とみなせる。
それを示すために衝突頻度を次のように見積もる。粒子はそれから有効衝突半径 {\displaystyle r_{0}} の内側に他の粒子が入ってくると衝突したとみなせる。粒子は単位時間に粒子の熱運動の速さ {\displaystyle v_{th}} だけ進むから、断面の半径が {\displaystyle r_{0}} で長さが {\displaystyle v_{th}} の円柱を考えると、単位時間にその内部にある粒子と衝突することになる。したがって単位時間内の衝突数{\displaystyle \nu _{c}} は
{\displaystyle \nu _{c}=\pi r_{0}^{2}v_{th}n}
で与えられる。但し実際はクーロン力が裾を長く引く遠距離力なので遠くにある粒子による影響も無視できず、分子気体運動論の計算によると、この{\displaystyle \nu _{c}} の値は {\displaystyle \ln \Lambda } 倍すべきであることが知られている。ただし{\displaystyle \ln } は自然対数を表す。そこでそれも考慮して見積もると
{\displaystyle {\frac {\omega _{p}}{\nu _{c}}}=12{\frac {\Lambda }{\ln \Lambda }}}
となる。ただしここの数係数12は1の程度の数であるということだけが重要で、その値自体には意味はない。そしてこの式から　{\displaystyle \Lambda \gg 1} が {\displaystyle \nu _{c}\ll \omega _{p}}　と等価であることがわかる。

## クーロン対数
上で現れた量 {\displaystyle \ln \Lambda } はクーロン対数（ Coulomb logarithm ）と呼ばれ、プラズマの輸送係数などの議論に常に出てくる量である。多くの場合、10～20の値を持つ。ボルツマン衝突項をもつ本来のボルツマン方程式を用いた分子運動論では輸送係数は一般に r についてのある積分に比例する形で得られるが、粒子間相互作用として2体衝突だけを考えて計算するため、多数の粒子の協同作用であるデバイ遮蔽の影響を取り入れることが出来ず、そのままでは積分が発散する。そこで物理的考慮から積分の上限をデバイの長さ {\displaystyle \lambda _{D}}で切断して、{\displaystyle \ln(\lambda _{D}/r_{0})}、すなわちほぼ {\displaystyle \ln \Lambda } という有限の結果を得る。このため、得られた結果には1の程度の値の曖昧さが残り、{\displaystyle \ln \Lambda \gg 1} でのみ意味をもつ近似になっている。これを補って1の程度まで精確に求むる理論もあるが、その結果によれば用いるべき {\displaystyle \nu _{c}} の値は電気抵抗、温度緩和など、現象の種類ごとに微妙に変わるべきことが知られる。